# Liparia splendens
Liparia splendens is een struik uit de vlinderbloemenfamilie (Leguminosae) die voorkomt in Zuid-Afrika.